# Agaurella mirabilis
Agaurella mirabilis är en insektsart som först beskrevs av Brunner von Wattenwyl 1891.  Agaurella mirabilis ingår i släktet Agaurella och familjen vårtbitare. Inga underarter finns listade i Catalogue of Life.